# Korsická ústava
Korsická ústava byla ústava republiky, která vznikla v roce 1755 na Korsice a byla přijata téhož roku.
Ústava platila až do francouzské anexe ostrova v roce 1769. Zaváděla do státu korsických separatistů nejdemokratičtější a nejliberálnější zřízení v tehdejší Evropě. Jedním z autorů ústavy a vůdcem státu byl Pascal Paoli. Jako první zaváděla rovnoprávnost pohlaví při aktivním volebním právu. 
Občas je tato ústava považována za první na světě před Ústavou Spojených států amerických z roku 1787 a polskou Ústavou 3. května z roku 1791.[zdroj?]